# Ammotrechella bonariensis
Ammotrechella bonariensis es una especie de arácnido  del orden Solifugae de la familia Ammotrechidae.

## Distribución geográfica
Se encuentra en Bonaire (América).